# Schneefahrzeug
Ein Schneefahrzeug ist ein Fortbewegungsmittel auf Eis, Permafrostböden und Schnee.
Im Wesentlichen unterscheidet man
- Schlitten, wie z. B. Propellerschlitten (Aerosani), Pferdeschlitten oder Rennschlitten, und
- Raupenfahrzeuge, wie Pistenraupen.

Es gibt auch Mischformen wie das Schneemobil, die zur Lenkung mit Kufen und zugleich zum Antrieb mit einer Raupenkette ausgestattet sind.
siehe auch: Verkehrsmittel